# Смоленська АЕС
54°09′53″ пн. ш. 33°14′12″ сх. д. / 54.16472° пн. ш. 33.23667° сх. д.
Смоленська атомна електростанція — діюча АЕС, філіал ОАО «Концерн Росенергоатом» державної корпорації «Росатом». САЕС розташована на півдні Смоленської області за 3 км від міста Десногорськ, Росія.
В промисловій експлуатації на САЕС знаходяться 3 енергоблоки з урано-графітовими канальними реакторами РБМК-1000. Електрична потужність кожного енергоблоку — 1000 МВт, теплова 3200 МВт. Енергоблоки з реакторами РБМК-1000 одноконтурні. Зв'язок з Єдиною електроенергетичною системою Росії здійснюється шістьма лініями електропередачі напругою електричного струму 330 кВ (Рославль-1, 2), 500 кВ (Калуга, Михайлов), 750 кВ (Ново-Брянська, Білоруська).

## Радіаційна безпека
Забезпечення безпеки в процесі виробництва електричної і теплової енергії є пріоритетною задачею Смоленської АЕС. Всі енергоблоки оснащені системою локалізації аварій, що виключає викиди радіоактивних речовин у довкілля. Спеціальні системи забезпечують надійний відвід тепла від реакторів навіть за повної втрати станцією електропідтримку і з врахуванням можливих відмов обладнання.
Контроль дотримання радіаційної безпеки на території атомної станції і в зоні спостереження ведеться дуже суворо. За допомогою дозиметричної апаратури і пробовідбірної техніки контролюється стан повітряного і водного басейнів, рослинності і сільськогосподарської продукції місцевого виробництва. Дані з 15 постів автоматизованої системи контролю радіаційної обстановки (АСКРО), розташовані в населених пунктах зони спостереження, щогодини поступають в лабораторію зовнішнього радіаційного контролю САЕС і в кризовий центр концерну «Росенергоатом».
Контроль екології регіону розташування Смоленської АЕС здійснює спеціально акредитована лабораторія охорони довкілля САЕС. Радіаційний фон на промисловій ділянці Смоленської АЕС і сусідніх територіях за весь час експлуатації енергоблоків знаходиться на рівні, що відповідає природним значенням.

## Історія
Будівництво розпочалося у 1976 році. В експлуатацію станцію було введено 9 грудня 1982 року.

### Сьогодення
У 2009 році Смоленська АЕС отримала сертифікат відповідності системи екологічного менеджменту САЕС вимогам національного стандарту ІСО 14001-2007. У тому ж році вона була визнана концерном «Росенергоатом» найкращою АЕС Росії у напрямку «Фізичний захист», підприємству було вручено перехідний стяг спеціальної безпеки і пам'ятний вимпел. Бухгалтерія Смоленської атомної станції удостоєна звання «Найкраща російська служба бухгалтерського обліку — 2009» і нагороджена Почесним дипломом переможця Всеросійського конкурсу на найкращий бухгалтерський підрозділ серед організацій різних сфер діяльності і форм власності, організованого Міжнародним форумом бухгалтерів і аудиторів «Світовий досвід і економіка Росії» за участі Міжнародної академії економіки і фінансів.

## Суспільні організації
На Смоленській АЕС створена організація ветеранів і пенсіонерів станції. У цей час це найкраща ветеранська організація концерну «Росенергоатом». Радою ветеранів ведеться робота по підтримці пенсіонерів САЕС, захисту їх інтересів, роботі з молоддю, професійній орієнтації школярів.
На Смоленській АЕС діє суспільна організація молодих атомщиків, яка нараховує близько 160 молодих робітників. Її основні задачі - підвищення кваліфікації молодих робітників, розкриття інтелектуального потенціалу молодих спеціалістів, підтримка і надання допомоги у вирішенні виробничих питань і побутових проблем, залучення до наукової діяльності і заняття спортом. Для реалізації цих та інших задач в організації молодих атомщиків створено 5 секторів: науково-просвітній, соціальний, спортивний, екологічний та інформаційний.
Значна роль у діяльності організації відведена роботі із підростаючим поколінням. Організація молодих атомщиків взяла шефство над вихованцями соціальо-реабілітаційного центру для неповнолітніх «Сонечко» в Десногорську і Єкимовичської школи-інтернату (Рославльський район). Молоді атомщики проводять із дітьми культурні і спортивні заходи, балують їх подарунками, дарують радість спілкування.
У 2007 році у Десногорську створена суспільна організація - Рада керівників підприємств міста, її очолив директор Смоленської АЕС. Ця організація об'єднала зусилля десногорців, спрямовані на покращення зовнішнього вигляду міста, підтримала позитивні налаштування молоді, взяла шефство над кожним ветераном війни, що проживають в Десногорську, розвернула кампанію проти наркоманії та алкоголізму, організувала масштабну підтримку дитячих садків і шкіл.

## Інформація по енергоблоках
| Енергоблок  | Тип реакторів | Потужність | Потужність | Початок будівництва | Підключення до мережі           | Введення в експлуатацію         | Закриття                        |
| Енергоблок  | Тип реакторів | Чистий     | Брутто     | Початок будівництва | Підключення до мережі           | Введення в експлуатацію         | Закриття                        |
| ----------- | ------------- | ---------- | ---------- | ------------------- | ------------------------------- | ------------------------------- | ------------------------------- |
| Смоленськ-1 | РБМК-1000     | 925 МВт    | 1000 МВт   | 01.10.1975          | 09.12.1982                      | 30.09.1983                      | 2027(план)                      |
| Смоленськ-2 | РБМК-1000     | 925 МВт    | 1000 МВт   | 01.06.1976          | 31.05.1985                      | 02.07.1985                      | 2030 (план)                     |
| Смоленськ-3 | РБМК-1000     | 925 МВт    | 1000 МВт   | 01.05.1984          | 17.01.1990                      | 12.10.1990                      | 2035 (план)                     |
| Смоленськ-4 | РБМК-1000     | 925 МВт    | 1000 МВт   | 01.10.1984          | Будівництво зупинено 01.12.1993 | Будівництво зупинено 01.12.1993 | Будівництво зупинено 01.12.1993 |
| Смоленськ-5 | PWR           | 1450 МВт   | 1500 МВт   | Скасований          | Скасований                      | Скасований                      | Скасований                      |
| Смоленськ-6 | PWR           | 1450 МВт   | 1500 МВт   | Скасований          | Скасований                      | Скасований                      | Скасований                      |